# Les Cars
Les Cars (tiếng Occitan: Los Cars) là một xã của tỉnh Haute-Vienne, thuộc vùng Nouvelle-Aquitaine, miền trung nước Pháp.